# Фудзиэда
Фудзиэ́да (яп. 藤枝市 Фудзиэда-си) — город в Японии, находящийся в префектуре Сидзуока. Площадь города составляет 194,03 км², население — 143 597 человек (1 августа 2014), плотность населения — 740,08 чел./км².

## Географическое положение
Город расположен на острове Хонсю в префектуре Сидзуока региона Тюбу. С ним граничат города Сидзуока, Яидзу, Симада.

## Население
Население города составляет 143 597 человек (1 августа 2014), а плотность — 740,08 чел./км². Изменение численности населения с 1980 по 2005 годы:
| 1980 | 114 822 чел. |  |
| 1985 | 124 717 чел. |  |
| 1990 | 133 147 чел. |  |
| 1995 | 138 388 чел. |  |
| 2000 | 141 643 чел. |  |
| 2005 | 141 944 чел. |  |

## Символика
Деревом города считается сосна, цветком — глициния, птицей — Cettia diphone.